# George Hincapie
George Anthony Hincapié Garcés (* 29. Juni 1973 in Queens, New York City) ist ein ehemaliger Radrennfahrer kolumbianischer Herkunft. Er war als Mannschaftshelfer an allen sieben – später wegen Doping aberkannten – Tour-de-France-Siegen von Lance Armstrong beteiligt. In dieser Zeit konnte er auch selbst Erfolge feiern, wie beispielsweise bei dem Klassiker Gent–Wevelgem 2001 und wurde dreifacher US-amerikanischer Straßenmeister. 2012, im letzten Jahr seiner Karriere, gestand er den Gebrauch von Doping.

## Herkunft und Jugend
Hincapie wuchs im New Yorker Stadtteil Queens als Sohn eines kolumbianischen Einwanderers auf, der in seiner Heimat ein erfolgreicher Radamateur war. Zusammen mit seinem Bruder Michael begann er mit dem Radsport und fuhr erste Radrennen im Central Park.

## Sportliche Karriere
1996 wurde Hincapie Profi beim US-amerikanischen Radsportteam Motorola und wechselte 1997 zum US Postal Service Pro Cycling Team, zu welchem ab 1998 auch Lance Armstrong gehörte.
Hincapie bestritt 17-mal die Tour de France und beendete die Rundfahrt 16-mal. Er galt als Edelhelfer von Lance Armstrong und war der einzige Teamkollege von Armstrong, der bei allen sieben – später aberkannten – Toursiegen Helferdienste leistete. Bei Armstrongs letztem Erfolg 2005 wurde er 14. und konnte eine schwere Pyrenäen-Etappe gewinnen, nachdem er im Auftrag des Teams als Aufpasser an einem Ausreißversuch beteiligt war; dieser Erfolg wurde ihm jedoch 2012 aufgrund eines Dopinggeständnisses aberkannt. Nach dem vorläufigen Rücktritt Armstrongs belegte Hincapie im Prolog der Tour de France 2006 hinter dem Tagessieger Thor Hushovd den zweiten Platz. Im Verlauf der anschließenden ersten Etappe eroberte er auf Grund einer Zeitgutschrift das Gelbe Trikot, das er somit während der zweiten Etappe trug.
Auch bei den Eintagesrennen war Hincapie erfolgreich. Er gewann dreimal die US-amerikanische Straßenmeisterschaft und im Jahr 2001 den Klassiker Gent-Wevelgem. Sein Lieblingsrennen Paris–Roubaix konnte Hincapie allerdings nie gewinnen. Seine beste Platzierung war ein zweiter Platz 2005, als er sich im Sprint Tom Boonen geschlagen geben musste. Im Jahr 2006 lag Hincapie aussichtsreich in einer Spitzengruppe mit Favoriten wie Tom Boonen und Fabian Cancellara als ihm im 47 Kilometer vor dem Ziel beginnenden und drei Kilometer langen Kopfsteinpflasterabschnitt Mons-en-Pévèle der Gabelschaft seines Rennrads brach und er so schwer stürzte, dass er das Rennen wegen einer Schulterverletzung aufgeben musste.
Ab 2008 wechselte er zum Team High Road, das sich im Juni 2008 in Team Columbia umbenannte. Ab der Saison 2010 fuhr er für das BMC Racing Team, bei welchem er zum Ende der Saison 2012 seine Karriere beendete. Am 10. Oktober 2012 räumte Hincapie ein, während seiner Karriere bis zum Jahr 2006 gedopt zu haben. Zusammen mit weiteren zehn ehemaligen Teamkollegen belastete Hincapie Lance Armstrong gegenüber der US-amerikanischen Antidopingagentur USADA, akzeptierte eine reduzierte Sperre von sechs Monaten ab dem 1. September 2012 und eine Disqualifikation in allen Rennen zwischen dem 31. Mai 2004 und 31. Juli 2006.

## Geschäftliche Karriere
George Hincapie ist mit seinem Bruder Richard Eigentümer der von Richard 1998 gegründeten Sportbekleidungsfirma Hincapie Sports. Die Produkte werden seit 2003 in Medellín durch eine Firma ihres Onkels Jorge hergestellt. Das Unternehmen ist Sponsor des 2012 gegründeten BMC-Hincapie Sportswear Development Team, dem Farmteam seiner letzten Mannschaft als aktiver Radsportler. Beide Brüder führen auch das Hotel „Domestique“.

## Erfolge
1994
- zwei Etappen Luxemburg-Rundfahrt

1997
- eine Etappe Katalanische Woche

1998
- US-amerikanischer Meister – Straßenrennen

2001
- GP San Francisco
- Gent–Wevelgem

2004
- Gesamtwertung Drei Tage von De Panne

2005
- Kuurne–Brüssel–Kuurne[2]
- Grand Prix Ouest France
- zwei Etappen Critérium du Dauphiné Libéré
- eine Etappe und Mannschaftszeitfahren Tour de France

2006
- US-amerikanischer Meister – Straßenrennen
- zwei Etappen Kalifornien-Rundfahrt

2007
- Gesamtwertung und eine Etappe Tour of Missouri

2008
- eine Etappe Kalifornien-Rundfahrt
- eine Etappe Dauphiné Libéré

2009
- US-amerikanischer Meister – Straßenrennen

2011
- eine Etappe USA Pro Cycling Challenge

## Grand-Tour-Platzierungen
| Grand Tour            | 1995 | 1996 | 1997 | 1998 | 1999 | 2000 | 2001 | 2002 | 2003 | 2004 | 2005 | 2006 | 2007 | 2008 | 2009 | 2010 | 2011 | 2012 |
| --------------------- | ---- | ---- | ---- | ---- | ---- | ---- | ---- | ---- | ---- | ---- | ---- | ---- | ---- | ---- | ---- | ---- | ---- | ---- |
| Giro d’ItaliaGiro     | –    | –    | –    | –    | –    | –    | –    | –    | –    | –    | –    | –    | DNF  | –    | –    | –    | –    | –    |
| Tour de FranceTour    | –    | DNF  | 104  | 53   | 78   | 65   | 71   | 59   | 47   | 33   | 13   | 32   | 24   | 35   | 17   | 59   | 56   | 38   |
| Vuelta a EspañaVuelta | 110  | –    | –    | –    | –    | –    | –    | –    | DNF  | –    | –    | –    | –    | –    | –    | –    | –    | –    |